# Valentina Zenere
Valentina Zenere (n. 15 ianuarie 1997, Buenos Aires, Argentina) este o actriță și model argentinian. Este cel mai bine cunoscută pentru rolul Ámbar Smith din telenovela Disney Channel, Soy Luna și pentru rolul Isadora Artiñán din serialul Netflix, Elita.

## Biografie
De la o vârstă fragedă, a urmat cursuri de canto, de teatru și de comedie muzicală la Academia Art Fuzion, sub Luisa POPPE, care continuă să fie antrenoarea sa de actorie.
Prima sa apariție în televiziune a avut loc în 2007 într-o publicitate a mărcii Barbie și mai târziu în reclamele Regatul de ciocolată și Bon Bon Bum.
La doar treisprezece ani, a participat la cel de-al patrulea sezon din seria Casi ángeles, jucând-o pe Alai.
În 2011 a avut o scurtă participare la seria Los Únicos, jucând-o pe Jessica Cervantes. În același an, ea a servit ca fiind model la Multitalent Agency împreună cu Oriana Sabatini și Delfina Chavez, care au fost convocate pentru campania Sweet Victorian și Tutta La Frutta. În 2012, a continuat să facă publicitate ca model în mai multe reviste.
Din 2013 până în 2014 a participat la seria Aliados, în care a jucat rolul lui Mara Ulloa.
În 2015 ea a făcut parte din coloana sonoră a seriei Soy Luna cu temele: „Mírame a mí“("Uită-te la mine"), "Prófugos"(„Fugarii“), "Chicas así"(„Fetele de genul asta“) și altele.
În 2017 a jucat temele «¿Cómo me ves?»(„Cum mă vezi?“); «Catch me if you can» („Prinde-mă dacă poți“), și ca parte din al treilea album Soy Luna, a participat, de asemenea, în primul tur de concerte Soy Luna.
În 2016, ea a fost nominalizată la categoria "Favorite Villain" pentru Kids Choice Awards din Mexic, Columbia și Argentina și a câștigat trei premii în cele trei țări. În septembrie 2017, ea a câștigat categoria "Trendy Girl" din Kids Choice Awards Columbia.
În 2022, Valentina se alătură distribuției sezonului 5 al serialului Elita ca Isadora Artinan.